# Bagadatès
Bagadatès, Bagadatis, Bagadate, Bagarat ou Magadatès selon les sources, est un général du roi Tigrane II d'Arménie du Ier siècle av. J.-C., cité par Appien dans son Histoire romaine. Son appartenance à la dynastie des Bagratides est discutée.

## Général de Tigrane II
Ce personnage est mentionné par Appien dans sa « Guerre syrienne » (§ 46), dans le cadre des conquêtes de Tigrane II d'Arménie sur les Séleucides : Bagadatès (Βαγαδάτης, ou, selon une forme corrompue, Magadatès, Μαγαδάτης, ou encore Bagarat, rendu arménien de l'iranien *bagadāta, « don de dieu ») est stratège et commandant des troupes arméniennes en Syrie et est installé comme vice-roi ayant juridiction sur la Syrie, la Phénicie et la Cilicie. De 83 à 69 av. J.-C., il y fait le lien, en l'absence du roi des rois arménien, entre celui-ci et les poleis, en voyant ses pouvoirs limités par ceux de ces dernières. Il est par ailleurs « pose-couronne » (t'agadir), détenant le droit exclusif de couronner le roi.

## Ancêtre des Bagratides?
L'appartenance de ce Bagadatès à la dynastie bagratide est discutée. Ainsi, si Cyrille Toumanoff note en 1963 que cette appartenance est généralement acceptée par les spécialistes, il écrit en 1988 qu'il « semble avoir été le premier membre connu de cette maison », ajoutant qu'« il n'est pas impossible » que le patronyme principal de la famille (Bagrat) ainsi que la légende de ses origines hébraïques soient liés au souvenir de cet ancêtre. Robert H. Hewsen affirme quant à lui que Bagadatès est le premier membre connu de cette famille. Par contre, Marie-Louise Chaumont et Giusto Traina estiment qu'« on a eu tort [d'en] faire l'ancêtre de la famille des Bagratides ».